# ملة اميري (مقاطعة دورة)
ملة اميري (بالفارسية: مله امیری) هي قرية تقع في قسم دورة الريفي (مقاطعة دورة) في إيران. يقدر عدد سكانها بـ 104 نسمة بحسب إحصاء 2016.